# Dematochroma fusca
Dematochroma fusca es una especie de insecto coleóptero de la familia Chrysomelidae.
Fue descrita científicamente en 2007 por Jolivet, Verma & Mille.